# Giselle (film)
Pour plus de détails, voir Fiche technique et Distribution.
Giselle est un film brésilien réalisé par Victor di Mello (pt), sorti en 1980. 

## Synopsis
Giselle, une fille sexy, séduit tous les membres de sa famille.

## Fiche technique
- Titre original : Giselle
- Réalisation : Victor di Mello
- Scénario : Victor di Mello
- Production :
- Langue d'origine : Portugais
- Pays d'origine : Brésil
- Genre : Drame
- Durée : 90 minutes
- Date de sortie :
  -  Brésil 10 novembre 1980
  -  États-Unis septembre 1982
  -  France 19 janvier 1983
  -  Portugal 27 mars 1984

## Distribution
- Alba Valéria : Giselle
- Carlo Mossy (pt) : Angelo
- Maria Lúcia Dahl : Haydée
- Monique Lafond (pt) : Ana
- Nildo Parente : Luccini
- Ricardo Faria : Serginho
- Celso Faria
- Zózimo Bulbul : Jorge
- Vinícius Salvatori
- Luciano Sabino
- Iara Jati
- J. Queiroz
- Mario Ludgero
- Esmeralda de Lima : Anna
- Hudson Malta Santos